# الطاقة الشمسية في ألمانيا

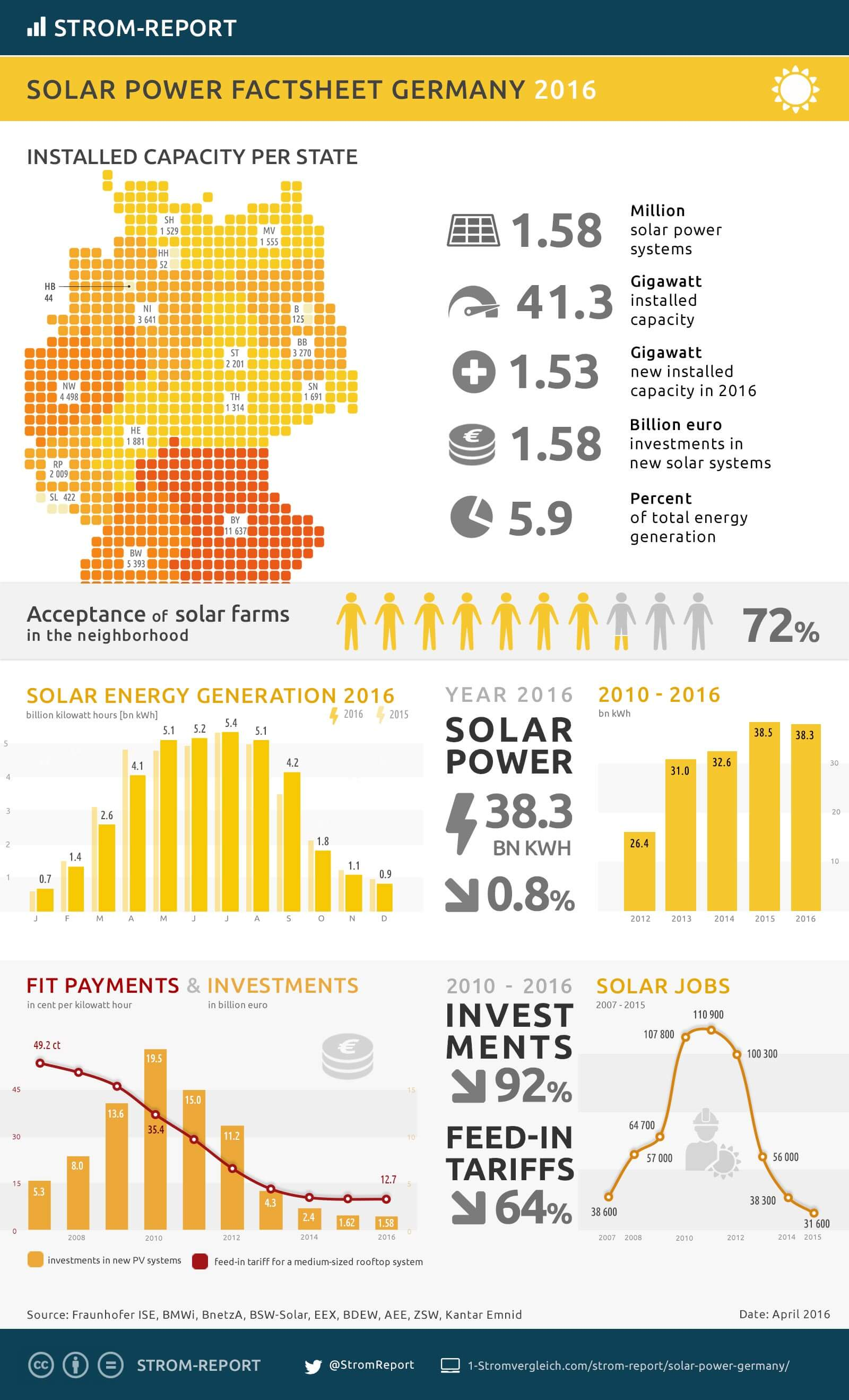

تتكون الطاقة الشمسية في ألمانيا تقريبًا وعلى وجه الحصر، من الخلايا الكهروضوئية وتمثل ما يتراوح بين 6.2 و6.9 بالمائة من توليد الكهرباء في البلاد في عام 2016. رُكب حوالي 1.5 مليون مصفوف ألواح ضوئية جهدية، في جميع أنحاء البلاد في عام 2014، بدءًا من أنظمة الأسطح الكهروضوئية الصغيرة إلى المنتزهات الشمسية متوسطة الحجم وكبيرة الحجم. تقع أكبر مزارع الطاقة الشمسية في ألمانيا في ميورو ونويهاردين بيرج وتيمبلين، بقدرة أعلى من 100 ميجاواط. كانت ألمانيا من بين أكبر مُركِّبي الألواح الضوئية في العالم منذ عدة سنوات، إذ بلغ إجمالي السعة المثبتة بحلول نهاية عام 2016، 41.3 جيجاواط، مباشرة بعد الصين فقط. ومع ذلك، فقد انخفضت المنشآت الجديدة لأنظمة الطاقة الضوئية بطريقة ثابتة منذ عام 2011. تشير التقديرات في السنوات الأخيرة وبالتحديد بحلول عام 2017، إلى فقدان أكثر من 70٪ من موظفي البلاد في مجال صناعة الطاقة الشمسية مناصبهم.
يلقي مؤيدو صناعة الطاقة الكهروضوئية باللوم على عدم وجود التزام حكومي، بينما يشير آخرون إلى العبء المالي المرتبط بالتدريج السريع للخلايا الكهروضوئية، مما يجعل الانتقال لاستعمال الطاقات المتجددة غير مستدام في نظرهم. يتمثل هدف الحكومة الألمانية الرسمي في زيادة مساهمة مصادر الطاقة المتجددة في الاستهلاك الإجمالي للكهرباء في البلاد. يتمثل الحد الأدنى للأهداف على المدى الطويل، 35 ٪ بحلول عام 2020، 50٪ بحلول عام 2030 و80٪ بحلول عام 2050. تنتج البلاد على نحو متزايد وفي أوقات معينة مع ارتفاع نسبة الإشعاع الشمسي، نسبة كهرباء أكثر مما تحتاج إليه، مما يؤدي إلى انخفاض أسعار السوق الفورية وتصدير فائضها من الكهرباء إلى البلدان المجاورة لها، مع فائض تصدير قياسي بلغ 34 تيراواط ساعة في عام 2014. ومع ذلك، قد يؤدي انخفاض أسعار البضاعة الحاضرة إلى رفع أسعار الكهرباء لعملاء التجزئة، مع زيادة انتشار التعريفة المضمونة وسعر البضاعة المتوفرة أيضًا. مع اقتراب مجموعة من الرياح المتقلبة والطاقة الشمسية بنسبة 17 في المئة على مزيج الكهرباء الوطنية، أصبحت القضايا الأخرى أكثر ضغطا أما البعض الآخر فأكثر مناسبة. ويشمل هذا تكييف الشبكة الكهربائية، وبناء قدرة جديدة لتخزين طاقة الشبكات، وتفكيك وتغيير محطات الطاقة الأحفورية والنووية - وفقًا لحسابات اليوم، فإن الفحم البني والطاقة النووية هما أرخص مزودي الكهرباء في البلاد - وبناء جيل جديد من محطات توليد الطاقة والكهرباء المدمجة. الطاقة الشمسية المركزة، هي تقنية للإشعاع الشمسي دون استخدام الألواح الضوئية، وليس لهذه التقنية أي أهمية بالنسبة لألمانيا، نظرا لتطلبها تشمسًا شمسيًا أعلى بكثير. ومع ذلك، توجد محطة طاقة شمسية تجريبية مركزة تقدر بـ 1.5 ميجاواط، وتُستخدم للأغراض الهندسية بدلاً من توليد الكهرباء التجاري، وتُسمى هذه المحطة باسم «برج يوليش للطاقة الشمسية» المملوك من قبل مركز الطيران والفضاء الألماني.

## التاريخ
كانت ألمانيا واحدة من أوائل الدول التي نشرت الطاقة الكهروضوئية على شبكة واسعة النطاق. كما كانت أول بلد يصل في عام 2004، مع اليابان، إلى 1 جيجاواط من الطاقة الكهروضوئية المركبة. شهدت الطاقة الشمسية في ألمانيا منذ عام 2004، نموًا ملحوظًا بسبب سعر التعريفة في البلاد للطاقة المتجددة، والتي أُدخلت بموجب قانون مصادر الطاقة المتجددة الألمانية، وانخفاض تكاليف الطاقة الكهروضوئية. انخفضت أسعار الأنظمة الكهروضوئية بأكثر من 50 ٪ في السنوات الخمس بعد عام 2006. وفرت الطاقة الشمسية الكهروضوئية بحلول عام 2011، 18 تيراواط ساعة من الكهرباء في ألمانيا، أي حوالي 3 ٪ من المجموع الكلي. في تلك السنة، حددت الحكومة الفيدرالية هدفًا قدره 66 جيجاواط من الطاقة الشمسية الكهروضوئية المركبة بحلول عام 2030، من المقرر الوصول إلى هذا الهدف بزيادة سنوية تتراوح بين 2.5 و3.5 جيجاواط، بالإضافة إلى هدف التحصل على 80٪ من الكهرباء من المصادر المتجددة بحلول عام 2050. رُكب أكثر من 7 جيجاواط من السعة الكهروضوئية سنويًا خلال الأعوام التي سُجلت فيها هذه النسب من 2010 و2011 و2012. ولهذه الفترة، مثلت السعة المركبة البالغة 22.5 جيجاواط حوالي 30٪ من الخلايا الكهروضوئية المنتشرة في جميع أنحاء العالم. انخفض عدد المنشآت الجديدة بشكل كبير منذ عام 2013، بسبب سياسات حكومية أكثر تقييدًا.

## السياسات الحكومية
اعتبارًا من عام 2012، بلغت تكلفة التعريفة حوالي 14 مليار يورو (18 مليار دولار أمريكي) سنويًا لمنشآت الرياح والطاقة الشمسية. تُوزع التكلفة بين جميع الممولين بتكلفة إضافية قدرها 3.6 يورو (4.6 ¢) لكل كيلوواط في الساعة (حوالي 15٪ من إجمالي تكلفة الكهرباء المحلية). على الجانب الآخر، عندما تُستبدل محطات توليد الطاقة المكلفة، يُخفض سعر تبديل الطاقة بسبب ما يُدعى تأثير نظام الجدارة. سجلت ألمانيا رقمًا قياسيًا عالميًا في مجال إنتاج الطاقة الشمسية، إذ أنتجت 25.8 جيجاواط في منتصف النهار، في كل من 20 أبريل و21 أبريل 2015. وفقًا لصناعة الطاقة الشمسية، فإن تحديد سعر التعريفة، هي من أكثر الوسائل فعالية لتطوير الطاقة الشمسية. إنه نفس اتفاق شراء الطاقة، ولكن بمعدل أعلى بكثير. مع تقدم وتطور هذا النوع من الصناعة، خُفضت وأصبحت مساوية لاتفاقية شراء الطاقة. يسمح تحديد التعريفة للمستثمرين بعائد مضمون من الاستثمار –وهو شرط من شروط للتنمية. يتمثل الاختلاف الأساسي بين الائتمان الضريبي والتعريفة التلقائية في تحمل تكلفة سنة تركيب الأجهزة مع خصم ضريبي، وتُدفع على مدار سنوات عديدة مع نسبة التعريفة المتعارف عليها. في كلتا الحالتين، تُوزع نقود الحوافز على جميع المستهلكين. وهذا يعني أن التكلفة الأولية منخفضة جدًا بالنسبة للتعريفة التي تُوفر في حالة ارتفاع التكلفة، وذلك للحصول على الائتمان الضريبي. منذ نهاية فترة الازدهار، انخفض سوق الكهروضوئية الوطني بشكل كبير، بسبب التعديلات التي أُدخلت على قانون مصادر الطاقة المتجددة الألمانية والتي أدت إلى خفض التعريفات المفروضة ووضع قيود على المنشآت التي غُير حجمها ليكون أقل من 10 كيلوواط. تضمن النسخة الحالية من قانون مصادر الطاقة المتجددة الألمانية، المساعدة المالية فقط طالما أن القدرة الكهروضوئية الكلية لم تصل إلى 52 جيجاواط بعد. كما من المتوقع تنظيم النمو الكهروضوئي السنوي في حدود 2.5 غيغاواط إلى 3.5 غيغاواط من خلال تعديل الرسوم المضمونة وفقا لذلك. تنص الإصلاحات التشريعية على مشاركة ما يقارب 40 إلى 45 في المائة من مصادر الطاقة المتجددة بحلول عام 2025 و 55 إلى 60 في المائة بحلول عام 2035. اعتبارًا من نوفمبر 2016، سيتمكن المستأجرون في شمال الراين، وستفاليا، قريبًا من الاستفادة من الألواح الكهروضوئية المركبة على المباني التي يعيشون فيها. اتخذت حكومة الولاية تدابيرًا لتغطية الاستهلاك الذاتي للطاقة، مما يسمح للمستأجرين بالحصول على الكهرباء المولدة بتكلفة أقل مما تنص عليه عقود المرافق العادية.

## قدرة الشبكات الكهربائية وقضايا الاستقرار
من الممكن تغيير وغلق بعض الألواح الضوئية عند مقاربتها لـ 9 جيجاواط. زيادة التردد إلى 50.2 هرتز، تشير إلى وجود فائض في الكهرباء. من غير المرجح أن يصل التردد إلى 50.2 هرتز أثناء التشغيل العادي، ولكن يمكن أن يحدث ذلك إذا صدرت ألمانيا الطاقة إلى دول تعاني من انقطاع التيار الكهربائي على نحو مفاجئ.